# Seira termitophila
Espèce
Synonymes
- Lepidoregia termitophila Delamare Deboutteville, 1948

Seira termitophila est une espèce de collemboles de la famille des Seiridae.

## Distribution
Cette espèce est endémique de Côte d'Ivoire. Elle a été découverte dans une termitière.

## Publication originale
- Delamare Deboutteville, 1948 : Recherches sur les collemboles termitophiles et myrmecophiles (écologie, éthologie, systématique). Archives de Zoologie Experimentale et Generale, Paris, vol. 85, p. 261-425.